# Anche quando piove
Anche quando piove è un singolo del cantautore italiano Mameli, in collaborazione con Alex Britti, pubblicato il 30 agosto 2019 come primo estratto dal primo album in studio di Mameli Amarcord.

## Video musicale
Un videoclip è stato pubblicato sul canale YouTube di Mameli il 20 settembre 2019, diretto da The Astronauts.

## Tracce
Testi e musiche di Mario Castiglione, Alessandro Britti.
1. Anche quando piove (feat. Alex Britti) – 3:18